# Jan Bartůšek
Jan Bartůšek (28. února 1935, Praha – 11. září 1993, Praha) byl český reportážní fotograf.

## Život a tvorba
Vystudoval chemii, byl řidičem sanitky, v letech 1958–1960 studoval kameru na FAMU. Fotografoval pro časopis Mladý svět a vydavatelství Magnet. V období normalizace 1969–1974 pracoval jako dělník a řidič. Pak pracoval opět jako fotograf pro podnik Stavby silnic a železnic. V osmdesátých letech vytvořil reportážní cyklus fotografií z domovů důchodců Dědečkárna. V roce 1992 fotografoval pro deník Prostor.